# Bornholm - blade af jordens dagbog
Bornholm - blade af jordens dagbog er en undervisningsfilm instrueret af Claus Hermansen efter manuskript af Claus Hermansen.

## Handling
Med udgangspunkt i geologiske undersøgelser på Bornholm skildres øens jordbundshistorie, idet der drages paralleller ud til jordklodens geologiske historie.